# Madhupur
Madhupur es una ciudad censal situada en el distrito de Tripura occidental en el estado de Tripura (India). Su población es de 14105 habitantes (2011). 

## Demografía
Según el censo de 2011 la población de Madhupur era de 14105 habitantes, de los cuales 7178 eran hombres y 6927 eran mujeres. Madhupur tiene una tasa media de alfabetización del 93,06%, superior a la media estatal del 87,22%: la alfabetización masculina es del 95,31%, y la alfabetización femenina del 90,76%.